# HD29589
HD29589 — хімічно пекулярна зоря спектрального класу B8, що має видиму зоряну величину в смузі V приблизно  5,4.
Вона знаходиться у сузір'ї Тельця й  розташована на відстані близько 344,8 світлових років від Сонця.

## Пекулярний хімічний вміст
HD29589 належить до ртутно-манганових зір й її зоряна атмосфера має підвищений вміст Hg та Mn.